# 告っちゃ!
『告っちゃ!』（こくっちゃ!）は2007年5月25日から2009年8月28日まで、インターネットテレビ番組『GyaOジョッキー』で生配信されていた告知メインのバラエティ番組。

## 概要
- 告知をするために来たゲストを交えて色々なゲームをする。結果によって告知する時間や人が決まる。
- 最終回では『GyaOジョッキー』最後の番組と言う事もあり思い出を語りながらのパーティー形式のスペシャル番組となった。

## 主なコーナー
- 「告っちゃダービー」
- 原口あきまさによる「江頭2:50分頃」
- 若林正恭が行う「ミッドナイトニュース」「チャット番長」
- 春日俊彰が行う「ミニ告っちゃ」「俺を踏み台にしていけ」「俺を踏み台にしていけ Season3」
- 「はまちゃんかんちゃんのごきげんジョッキー」

## 出演者
- 原口あきまさ
- オードリー （若林正恭 / 春日俊彰）
- ハマカーン、HEY!たくちゃん（オードリーの代理）

## 配信日とゲスト
| 回     | 配信日         | ゲスト |
| ------ | -------------- | --- |
| 第1回  | 2007年5月25日  | 堀田ゆい夏、福永ちな、長尾麻由、ますきあこ |
| 第2回  | 2007年6月22日  | 堀井美月、今城理菜、折原みか |
| 第3回  | 2007年7月27日  | 松嶋初音、田中ゆみ、森下悠里 |
| 第4回  | 2007年8月31日  | 木口亜矢、京本有加、神田茉里奈 |
| 第5回  | 2007年9月28日  | 佐藤ゆりな、森ともみ |
| 第6回  | 2007年10月26日 | 及川奈央、岩崎杏里、田中涼子 |
| 第7回  | 2007年11月30日 | 次原かな、いとうあこ、上杉弘美 |
| 第8回  | 2007年12月28日 | 森下悠里、神田茉里奈、上杉弘美、森ともみ、田中ゆみ |
| 第9回  | 2008年2月1日   | 安藤成子、岡本果奈美、新井みほ、滝ありさ |
| 第10回 | 2008年2月29日  | 大輪教授、HEY!たくちゃん、星飛雄馬（モンキーチャック）、堀田ゆい夏、加藤沙耶香、藤崎ルキノ |
| 第11回 | 2008年3月28日  | 次原かな、月見栞、水沢彩、森崎愛 |
| 第12回 | 2008年4月25日  | 折原みか、福永ちな、岡本果奈美、飯田順子、TATSUJI |
| 第13回 | 2008年5月30日  | 桜井せな、中澤優子、森沢音、結婚願望 |
| 第14回 | 2008年6月27日  | 森下悠里、かでなれおん、春山りお、碧井倫子、深澤ゆうき |
| 第15回 | 2008年7月25日  | 川崎希（元AKB48）、絹川麗、大空かのん、くどうこずえ |
| 第16回 | 2008年8月29日  | 柏木美里、瀬戸山清香、小坂りゆ |
| 第17回 | 2008年9月26日  | 川村あんな、中川杏奈、大熊紋季、佐伯深雪、村岡沙耶香、りりあん |
| 第18回 | 2008年10月24日 | 石原あつ美、☆まかりな☆、喜屋武ちあき |
| 第19回 | 2008年11月28日 | いずみ唯、風間みゆ、桜井聖良、石垣香織 |
| 第20回 | 2008年12月26日 | バニラビーンズ、宮内かれん、天野あい |
| 第21回 | 2009年1月30日  | 大輪教授、チロ（ビックスモールン）、田中涼子、松本アキ、森下悠里 |
| 第22回 | 2009年2月27日  | ハマカーン、AKINA、嵐優子、石井寛子 |
| 第23回 | 2009年3月27日  | ハマカーン、HEY!たくちゃん、かの夏帆、妹尾友里江、白音りの、春山りお、香島アヤ |
| 第24回 | 2009年4月24日  | ハマカーン、HEY!たくちゃん、森田悟、橘麗美、今野美里、菊地亜美 |
| 第25回 | 2009年5月29日  | ハマカーン、HEY!たくちゃん、森田悟、魔女っこ（永島さや佳・伊藤しほ乃）、滝口ミラ、佐野夏芽 |
| 第26回 | 2009年6月30日  | 京本有加、水沢彩、時東ぁみ |
| 第27回 | 2009年7月31日  | ビックスモールン、HEY!たくちゃん、AKINA、みゆ、大渕絵里香、山本喧一、R☆D☆5 |
| 最終回 | 2009年8月28日  | 神戸敏行、原口あきまさ - 波乱万丈2チーム - 大輪教授、ハマカーン、ビックスモールン、モンキーチャック、HEY!たくちゃん、及川奈央 - サンミュージック芸人チーム - 鳥居みゆき、藤井宏和（飛石連休）、髭男爵、ロリィタ族。、小林アナ、山本しろうと - 小島よしお、早川亜希、フラメン前田、三拍子、安藤なつ - ？チーム - 相沢まき、はなわ、前田健、連戦姉妹、ぺる、森田悟 - その他 - Hi-Hi、京本有加、絹川麗 |